# بيريكوم تشيلسي
نادي بيريكوم تشيلسي (بالإنجليزية: Berekum Chelsea F.C.) هو نادي كرة قدم غاني ومقره في مدينة بيريكوم في برونج أهافو، كان يعرف الفريق مسبقاً باسم بيتشيم تشيلسي عندما كان الفريق يخوض مبارياته في مدينة بيتشيم، ولكن تغير إلى إسمه الحالي بعد الانتقال لمدينة بيريكوم، يلعب الفريق في الدوري الغاني الممتاز، أسس النادي في 10 يونيو 2000، ويلقب الفريق بالزرق، يعد ملعب جولدن سيتي بارك الملعب الرئيسي للفريق.

## وصلات خارجية
- الموقع الرسمي
- http://new1.filgoal.com/arabic/News.aspx?NewsID=91809